# Joseph Paul

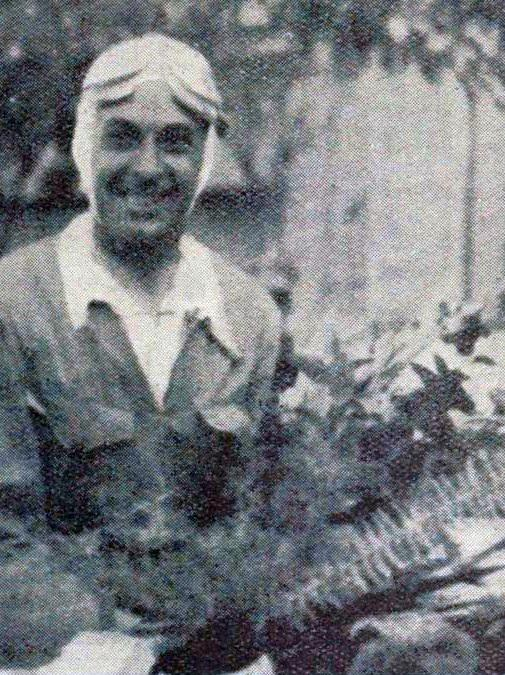
Joseph Paul 1937

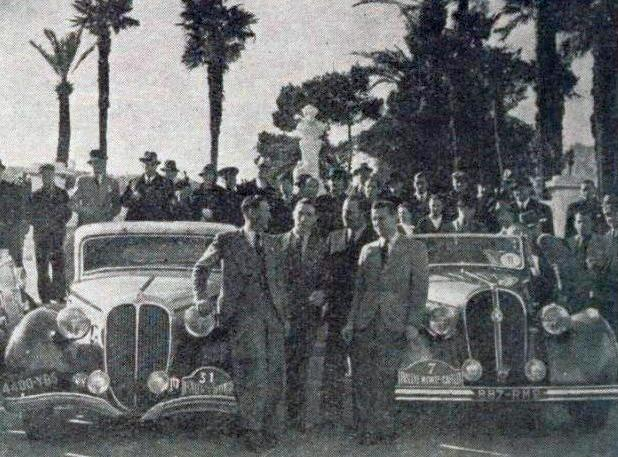
Die vier Sieger der Rallye Monte Carlo 1939; Joseph Paul ist der Zweite von rechts

Joseph Jules Marius Paul (* 9. Oktober 1896 in Touques; † 25. August 1944 in Paris) war ein französischer Autorennfahrer.

## Karriere
Joseph Paul war in den 1920er- und 1930er-Jahren als Rallye- und Rundstreckenrennfahrer aktiv. Seine größten Erfolge feierte er während seiner Zeit als Werksfahrer bei Delahaye. Er gewann eine Vielzahl an Rallyes und Straßenrennen. Unter anderen 1936 den Coupe d'Auvergne, den Coupe du Président de la République und den Coupe d'Automne in Montlhéry. 1937 folgten die Gesamtsiege beim Coupe du Printemps Sport und dem Course de côte d'Angoulême. Bemerkenswert war sein Triumph bei der Rallye Monte Carlo 1939. Zwei Teams kamen zeitgleich ins Ziel und teilten sich den Gesamtsieg.
Viermal startete er beim 24-Stunden-Rennen von Le Mans. 1924 war er Partner von Fernand Vallon und fuhr einen Corre-La Licorne. Das Duo fiel nach einem Defekt am Wagen frühzeitig aus. 1925 scheiterte er erneut frühzeitig. Diesmal war Louis François im Ariès 8-10 CV sein Teampartner. Sein bestes Ergebnis erreichte er 1937, als er gemeinsam mit Marcel Mongin im Delahaye 135CS Gesamtzweiter wurde.
1938 verunfallte er bei der Junior Car Club International Trophy in Brooklands in eine Zuschauergruppe. Während ein junges Mädchen und der Austin-Konstrukteur Murray Jamieson dabei den Tod fanden, wurden die ebenfalls in der Gruppe befindlichen Kay Petre und Douglas Hawkes nur leicht verletzt.

## Statistik

### Le-Mans-Ergebnisse
| Jahr | Team                                    | Fahrzeug                        | Teamkollege    | Platzierung | Ausfallgrund |
| ---- | --------------------------------------- | ------------------------------- | -------------- | ----------- | ------------ |
| 1924 | Société Française des Automobiles Corre | Corre La Licorne V16 10CV Sport | Fernand Vallon | Ausfall     | Motorschaden |
| 1925 | Société des Automobile Ariès            | Ariès 8-10 CV                   | Louis François | Ausfall     | Defekt       |
| 1937 | Joseph Paul                             | Delahaye 135CS                  | Marcel Mongin  | Rang 2      |              |
| 1939 | Ecurie Francia                          | Delahaye 135CS                  | Jean Trévoux   | Ausfall     | Defekt       |